# オスカル・プラーノ
オスカル・プラーノ・ペドレーニョ（Óscar Plano Pedreño ,  1991年2月11日 - ）は、スペイン・マドリード州マドリード出身のプロサッカー選手。エルチェCF所属。ポジションはMF。

## 来歴
2002年にレアル・マドリードののカンテラに入団。2010年にCチームに昇格し、プロデビュー。翌2011年にレアル・マドリード・カスティージャに昇格。しかし、トップチーム昇格までには至らず、2013年にADアルコルコンにローン移籍で加入。2013-14シーズンに29試合4得点を記録し、そのまま完全移籍。2016-17シーズンまでプレーした。
2017-18シーズンからレアル・バリャドリードに移籍。同シーズンはセグンダ・ディビシオンで5位に入り、昇格プレーオフに進出。プレーオフではCDヌマンシアとの争いに勝利し、2013-14シーズン以来のラ・リーガ復帰に貢献した
初のリーガとなった2018-19シーズン開幕戦のジローナFC戦に、後半途中から交代でリーガ初出場。第2戦の本拠地エスタディオ・ホセ・ソリージャでの開幕戦となった8月26日のFCバルセロナ戦は、チャンスを演出するも0-1で敗戦。9月22日のセルタ・デ・ビーゴ戦で、リーガ初ゴールを決めた。
2023年8月4日、エルチェCFへ移籍し、1年契約を結んだ。